# スティックス・フーパー
スティックス・フーパー（Stix Hooper、1938年8月15日 - ）は、アメリカのジャズ・ドラマー。ザ・クルセイダーズのメンバーとして知られる。ヒューストン出身。

## 経歴
フーパーは幼い頃から音楽に興味を示しており、ドラムとパーカッションに特に興味を示したという。
高校の時、ジョー・サンプル、ウェイン・ヘンダーソン、ウィルトン・フェルダーと共にザ・クルセイダーズを結成。ザ・クルセイダーズは、フュージョンを牽引するグループとして知られるようになる。
ザ・クルセイダーズの活動と平行して、B.B.キング、クインシー・ジョーンズ、ローリング・ストーンズ、グラント・グリーン、グローヴァー・ワシントン・ジュニア、マーヴィン・ゲイ、ジョージ・シアリング等と共演した。
ナショナル・アカデミー・オブ・レコーディング・アーツ・アンド・サイエンスの副会長も務めていた。

## ディスコグラフィ

### リーダー・アルバム
- 『ワールド・ウィズイン』 - The World Within (1979年、MCA)
- 『ドリーミィ・フィーリング』 - Touch the Feeling (1982年、MCA)
- 『レイ・イット・オン・ザ・ライン』 - Lay it on the Line (1989年、Artful Balance)
- Many Hats (2010年、Stix Hooper Enterprises)
- Jazz Gems (2010年、Stix Hooper Enterprises)
- Mainstream Straight-Ahead (2010年、Stix Hooper Enterprises)
- Live in L.A. (2015年、Stix Hooper Enterprises)
- We Went West (2015年、Stix Hooper Enterprises)
- Friends Across the Pond (A Tribute to the George Shearing Quintet) (2016年、Stix Hooper Enterprises)
- Orchestrally Speaking (2022年、Stix Hooper Enterprises)

### ザ・クルセイダーズ
- 『フリーダム・サウンド』 - Freedom Sound (1961年、Pacific Jazz)
- Lookin' Ahead (1962年、Pacific Jazz)
- 『ジャズ・クルセイダーズ・アット・ザ・ライトハウス』 - The Jazz Crusaders at the Lighthouse (1962年、Pacific Jazz)
- Tough Talk (1963年、Pacific Jazz)
- Heat Wave (1963年、Pacific Jazz)
- 『ジャズ・ワルツ』 - Jazz Waltz (1963年、Pacific Jazz) ※with レス・マッキャン
- 『ストレッチン・アウト』 - Stretchin' Out (1964年、Pacific Jazz)
- 『ゴー! ジャズ・クルセイダーズ』 - The Thing (1965年、Pacific Jazz)
- 『チリ・コン・ソウル』 - Chile Con Soul (1965年、Pacific Jazz)
- Live at the Lighthouse '66 (1966年、Pacific Jazz)
- Talk That Talk (1966年、Pacific Jazz)
- 『フェスティヴァル・アルバム』 - The Festival Album (1966年、Pacific Jazz)
- 『ウー・ハー』 - Uh Huh (1967年、Pacific Jazz)
- 『ウーガ・ブーガルー (ライトハウスに於ける実況盤)』 - Lighthouse '68 (1968年、Pacific Jazz)
- 『パワーハウス』 - Powerhouse (1969年、Pacific Jazz)
- 『ライトハウス'69』 - Lighthouse '69 (1969年、Pacific Jazz)
- 『ギヴ・ピース・ア・チャンス』 - Give Peace a Chance (1970年、Liberty)
- 『オールド・ソックス、ニュー・シューズ』 - Old Socks New Shoes – New Socks Old Shoes (1970年、Chisa)
- 『パス・ザ・プレイト』 - Pass the Plate (1971年、Chisa)
- 『ハリウッド』 - Hollywood (1972年、MoWest)
- 『クルセイダーズ1』 - Crusaders 1 (1972年、Blue Thumb)
- 『セカンド・クルセイド』 - The 2nd Crusade (1973年、Blue Thumb)
- 『アンサング・ヒーローズ』 - Unsung Heroes (1973年、Blue Thumb)
- 『スクラッチ』 - Scratch (1974年、Blue Thumb)
- 『サザン・コンフォート』 - Southern Comfort (1974年、Blue Thumb)
- 『チェイン・リアクション』 - Chain Reaction (1975年、Blue Thumb)
- 『南から来た十字軍』 - Those Southern Knights (1976年、Blue Thumb)
- 『旋風に舞う』 - Free as the Wind (1977年、Blue Thumb)
- 『イメージ』 - Images (1978年、Blue Thumb)
- 『ストリート・ライフ』 - Street Life (1979年、MCA)
- 『ラプソディ&ブルース』 - Rhapsody and Blues (1980年、MCA)
- 『スタンディング・トール』 - Standing Tall (1981年、MCA)
- 『ロイヤル・ジャム』 - Royal Jam (1982年、MCA) ※with B.B.キング
- 『ルーラル・リニューアル』 - Rural Renewal (2003年、Verve)

### 参加アルバム
ジョー・サンプル
- 『虹の楽園』 - Rainbow Seeker (1978年)
- 『渚にて』 - Carmel (1979年)
- 『ヴォイセス・イン・ザ・レイン』 - Voices in the Rain (1980年)

その他
- ケイ・スター : Back to the Roots (1969年)
- シュギー・オーティス : 『ヒア・カムズ・シュギー・オーティス』 - Here Comes Shuggie Otis (1969年)
- ジョー・ウィリアムス & ジョージ・シアリング : The Heart and Soul of Joe Williams and George Shearing (1971年、Sheba)
- ボビー・ハッチャーソン : 『ヘッド・オン』 - Head On (1971年)
- グラント・グリーン : 『シェイズ・オブ・グリーン』 - Shades of Green (1971年)
- ナンシー・ウィルソン : 『アイ・ノウ・アイ・ラヴ・ヒム』 - I Know I Love Him (1973年)
- ラリー・カールトン : 『シンギング&プレイング』 - Singing/Playing (1973年)
- ジョージ・シアリング : 『ライト・エアリイ・アンド・スインギング』 - Light, Airy and Swinging (1974年)
- ヒュー・マセケラ : 『アイ・アム・ノット・アフレイド』 - I Am Not Afraid (1974年)
- アーサー・アダムス : Home Brew (1975年)
- B.B.キング : 『テイク・イット・ホーム』 - Take It Home (1979年)
- ランディ・クロフォード : 『道標』 - Now We May Begin (1980年)
- エリック・ゲイル : 『レッツ・ステイ・トゥゲザー』 - Let's Stay Together (1989年)
- フレディ・ハバード : Times Are Changin'  (1989年)
- ジェラルド・ウィルソン : New York, New Sound (2003年、Mack Avenue)